# Катехины

Эпикатехин (ЭК)

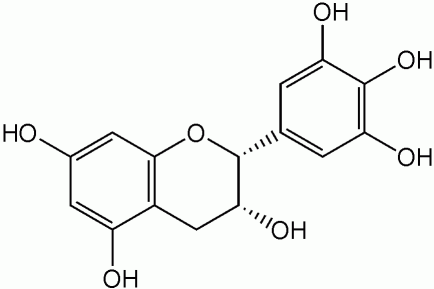
Эпигаллокатехин (ЭГК)

Катехины — органические вещества из группы флавоноидов. Они представляют собой полифенольные соединения и являются сильными антиоксидантами.

## Химия катехинов
Характерные представители семейства — стереоизомеры катехин и эпикатехин.

## Природные источники катехинов
Больше всего катехинов содержится в белом чае, немного меньше в зелёном чае. В больших количествах они обнаружены во многих плодах и ягодах (яблоки, айва, абрикосы, персики, сливы, вишни, земляника, смородина, малина и др.).
Катехины также содержатся в чёрном шоколаде.
Танин — общее название изомеров одного из катехинов, который присутствует в белом, жёлтом и зелёном чае в большей концентрации, чем в чёрном. Из-за процессов окисления при ферментации чая в чёрном чае уменьшено содержание катехинов.

## Биологическая роль катехинов
Антиоксидантные свойства многих растительных продуктов в значительной мере обусловлены именно содержанием катехинов. Полезные защитные свойства катехинов могут быть проиллюстрированы на примере чая. Чай содержит четыре основных компонента катехина: EC, ECg, EGC и EGCg. Каждое из этих соединений можно назвать катехином. Эпигаллокатехин (EGC) — самый сильный антиоксидант из четырёх основных чайных катехинов, в 25—100 раз сильнее, чем витамины C и E. Одна чашка зелёного чая в день даёт 10—40 миллиграммов полифенолов. Антиоксидантный эффект присущ и катехинам из брокколи, шпината, моркови, клубники…
Являясь сильным антиоксидантом, зелёный чай уменьшает количество свободных радикалов в организме человека, в определённой мере предотвращая возникновение рака.
Двойное слепое плацебо-контролируемое рандомизированное исследование, показало, что употребление обогащенного катехином напитка из зелёного чая в течение 12 недель вызывало потерю висцерального жира у взрослых китайцев с высокой долей абдоминального жира.

## Применение катехинов
В чистом виде катехины применяются редко. Однако редокс-превращения катехинов играют важную роль в технологии многих пищевых производств, таких как ферментация чая, виноделие, изготовление какао.
В 1975—1976 годах группа советских учёных во главе Н. Д. Стороженко (1944 г. р.) выделила рамнезит катехина из экстракта лабазника (Filipendula). Рамнезит катехина может проникать в клетку, не уничтожая её стенок.

### На английском языке
- Food Navigator
- Ingestion of a tea rich in catechins leads to a reduction in body fat and malondialdehyde-modified LDL in men
- Micronutrient Information Center — Flavonoids
- Tea biochemistry
- Greentealovers (2005): The Nutritional Components of Green Tea